# Chris Thomas
Chris Thomas (* 13. Januar 1947 in Perivale, Middlesex) ist ein britischer Musikproduzent. In den frühern 1970er Jahren produzierte er für Bands wie Procol Harum, Roxy Music und Badfinger, bevor er 1977 das Album Never Mind the Bollocks, Here’s the Sex Pistols der Sex Pistols produzierte. In den 1980er Jahren produzierte er für The Pretenders, Pete Townshend, Elton John und INXS und in den 1990er Jahren für die Britpop-Band Pulp. Thomas arbeitete in den 1970er Jahren oft mit dem Toningenieur Bill Price und in den 1980er Jahren mit Steve Churchyard zusammen.

## Leben
In den frühen 1960er Jahren spielte er Violine und Klavier. Er gab im Alter von 15 Jahren ein Juniorprogramm an der Londoner Royal Academy of Music auf und begann zunächst Gitarre und wenig später Bass zu spielen, weil er vom Sound der aufstrebenden The Beatles begeistert war. Er gründete eine Bluesrockband namens Black Cat Bones und später die Band Second Thought und spielte Gigs in London, bei denen er Mitch Mitchell, Pete Townshend und Ron Wood kennenlernte. Er blieb als Musiker mehrere Jahre erfolglos und bewarb sich 1965 bei George Martin an den Abbey Road Studios um eine Stelle. Martin (damals noch bei EMI und mit der Produktion des Albums Help! beschäftigt) lehnte zunächst ab. 1967 gründete Martin mit AIR London die erste unabhängige Produktionsfirma, Thomas bewarb sich erneut und wurde diesmal angenommen. Etwa ein Jahr später betraute ihn Martin als Urlaubsvertretung mit Aufnahmen für die Beatles:

“Dear Chris, hope you had a nice holiday – I’m off on mine now. Make yourself available to The Beatles.”

„Lieber Chris, hoffe Du hattest einen schönen Urlaub – bin jetzt selbst weg. Halte Dich für die Beatles bereit.“

Die Aufnahmen waren für Helter Skelter und aus dem „Teaboy“ wurde im Verlauf der Aufnahme ein Musikproduzent. Martin ermutigte ihn in der Folge, sich eigene Bands zu suchen und aufzubauen. Thomas fand eine erste Band in der Climax Chicago Blues Band und produzierte deren erste vier Alben. Seine dürftigen Kenntnisse der Studiotechnik verfeinerte er mit der Band Procol Harum auf deren Alben Home, Broken Barricades und Live with the Edmonton Symphony Orchestra. Insbesondere mit dem Livealbum von Procol Harum und dem 52-köpfigen Symphonieorchester machte Thomas Musiker wie John Cale und Pink Floyd auf sich aufmerksam. Für Cale produzierte er Paris 1919 und für Pink Floyd mischte er Dark Side of The Moon ab. Danach wendete er sich wieder Procol Harum zu, bevor John Cale aus Termingründen Thomas für For Your Pleasure von Roxy Music empfahl. Thomas sollte in der Folge drei weitere Alben für Roxy Music betreuen, das Solodebüt von Brian Eno (Here Comes the Warm Jets) abmischen und produzierte Bryan Ferries Let’s Stick Together.
Im Jahr 1975 wurde Thomas von Malcolm McLaren angesprochen, ob er nicht für die späten New York Dolls produzieren wolle. Zu der Zusammenarbeit kam es nicht mehr, da die Band sich auflöste. Aber McLaren konnte Thomas ein Jahr später für dessen neues Projekt verpflichten: eine noch völlig unbekannte Punkband, die Sex Pistols. Im Oktober begann die Zusammenarbeit mit den Aufnahmen für die Single Anarchy in the U.K. in den Wessex Studios, noch mit Matlock am Bass. Er doppelte mehrere Gitarrenriffs und dubbte zahlreiche Gitarrenspuren; es gelang ihm auch John Lydons schreienden Gesang roh aber verständlich einzufangen. Die Aufnahmen für Never Mind the Bollocks gestalteten sich nach dem Rauswurf Matlocks schwierig; Vicious, der neue Bassist, beherrschte sein Instrument kaum. Matlock wollte nicht als Sessionmusiker einspringen, so dass sich Thomas gezwungen sah, den Gitarristen Steve Jones die Bassparts einspielen zu lassen. Dies prägte den Sex-Pistols-Sound:

“I was never really interested in the Pistol’s as a social phenomenon. I thought I could make a good rock ’n’ roll record with them, and as such I thought they were fantastic.”

„Ich war nie wirklich an den Pistols als soziales Phänomen interessiert. Ich dachte, ich könne eine gute Rock-’n’-Roll-Platte mit ihnen machen, und dafür, dachte ich, waren sie fantastisch.“

McLaren hatte neben Thomas als Produzent für die Singles auch Toningenieur Bill Price für die Produktion des Albums verpflichtet, was durch die Vermischung von Aufnahmen, die eigentlich für Singles statt für das Album gedacht waren, auf dem Album zu der einzigartigen Nennung „Produced by Chris Thomas or Bill Price“ (produziert von Chris Thomas oder Bill Price) als Mitwirkende führte.
Parallel arbeitete er am Wings-Album Back to the Egg, das erst 1979 veröffentlicht wurde, bevor er sich Chrissie Hynde und deren The Pretenders zuwendete. Thomas hatte Hynde 1977 als Hintergrundsängerin auf Chris Speddings Album Hurt kennengelernt. Er produzierte neben dem Debütalbum Pretenders auch die beiden Folgealben Pretenders II und nach der Trennung von Pete Farndon und dem Tod von James Honeyman-Scott Learning to Crawl. In den 1980er Jahren arbeitete er mit Reginald Dwight, besser bekannt unter seinem Künstlernamen Elton John, den Thomas schon an der Royal Academy of Music kennengelernt hatte. Für John produzierte er Too Low for Zero und die Hits I’m Still Standing und I Guess That’s Why They Call It the Blues. Auch für die australischen INXS um Michael Hutchence produzierte er die erfolgreichsten Alben (Listen Like Thieves, Kick und X) sowie zahlreiche Hits, unter anderen den kommerziellen Durchbruch What You Need, und die erfolgreichen Singles Need You Tonight, New Sensation, Mystify und Suicide Blonde und prägte deren Sound.
In den 1990er Jahren produzierte er für Elton John die Single Can You Feel the Love Tonight und den Soundtrack für das Musical The Lion King (deutsch: Der König der Löwen). Das Lied Can You Feel the Love Tonight wurde 1995 mit einem Academy Award als bester Filmsong und der Soundtrack im selben Jahr mit einem Grammy als bestes Musikalbum für Kinder ausgezeichnet. Für die Britpop-Band Pulp um Jarvis Cocker produzierte Thomas 1995 das Album Different Class und drei Jahre später This is Hardcore.

## Diskografie (Auswahl)
- 1968: The Beatles , The Beatles (Apple) – Assistant Producer
- 1969: The Climax Chicago Blues Band, Climax Blues Band (Sire)
- 1971: Tightly Knit, Climax Blues Band (Sire)
- 1971: Broken Barricades, Procol Harum (Chrysalis)
- 1972: Live in Concert with the Edmonton Symphony Orchestra, Procol Harum (Chrysalis)
- 1973: Grand Hotel, Procol Harum (Chrysalis)
- 1973: The Dark Side of the Moon, Pink Floyd (Capitol) – Mixed by
- 1973: Paris 1919, John Cale (Reprise)
- 1973: For Your Pleasure, Roxy Music (Island)
- 1973: Here Come the Warm Jets, Brian Eno (Island) – Mixed by
- 1973: Stranded, Roxy Music (Island)
- 1974: Badfinger, Badfinger (Warner)
- 1974: Wish you Were Here, Badfinger (Warner)
- 1975: Exotic Birds and Fruit, Procol Harum (Chrysalis)
- 1974: Country Life, Roxy Music (Island)
- 1975: Siren, Roxy Music (Island)
- 1975: One for the Road, Ronnie Lane (Island) – Mixed by
- 1976: Let’s Stick Together, Bryan Ferry (Atlantic)
- 1977: Hurt, Chris Spedding (RAK)
- 1977: Never Mind the Bollocks, Here’s the Sex Pistols, Sex Pistols (Virgin)
- 1978: Power in the Darkness, Tom Robinson Band (EMI)
- 1979: Back to the Egg, Wings (EMI)
- 1980: Empty Glass, Pete Townshend (Atco)
- 1980: Pretenders, The Pretenders (Sire)
- 1981: Pretenders II, The Pretenders (Sire)
- 1982: All the Best Cowboys Have Chinese Eyes, Pete Townshend (Atco)
- 1982: Jump Up! Elton John (Geffen, Rocket)
- 1983: Too Low for Zero, Elton John (Geffen)
- 1984: Learning to Crawl, The Pretenders (Sire)
- 1984: Hysteria, The Human League (Virgin)
- 1985: White City: A Novel, Pete Townshend (Atco)
- 1985: Listen Like Thieves, INXS (Atlantic)
- 1987: Kick, INXS (Atlantic)
- 1988: Reg Strikes Back, Elton John (Rocket)
- 1990: X, INXS (Atlantic)
- 1992: The One, Elton John (Rocket)
- 1994: Last of the Independents, The Pretenders (Sire)
- 1994: The Lion King (Soundtrack) (Walt Disney)
- 1994: Jewel, Marcella Detroit (London)
- 1995: Different Class, Pulp (Island)
- 1997: The Big Picture, Elton John (Rocket)
- 1998: This Is Hardcore, Pulp (Island)
- 1999: Run Devil Run, Paul McCartney (Parlophone)
- 2004: How to Dismantle an Atomic Bomb, U2 (Island)
- 2006: On an Island, David Gilmour (EMI)
- 2006: Razorlight, Razorlight (Mercury)
- 2010: Serotonin, Mystery Jets (Rough Trade)